# 보비 라이델

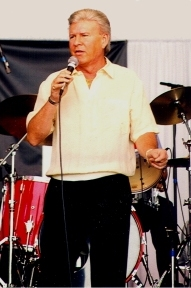
보비 라이델(1998년)

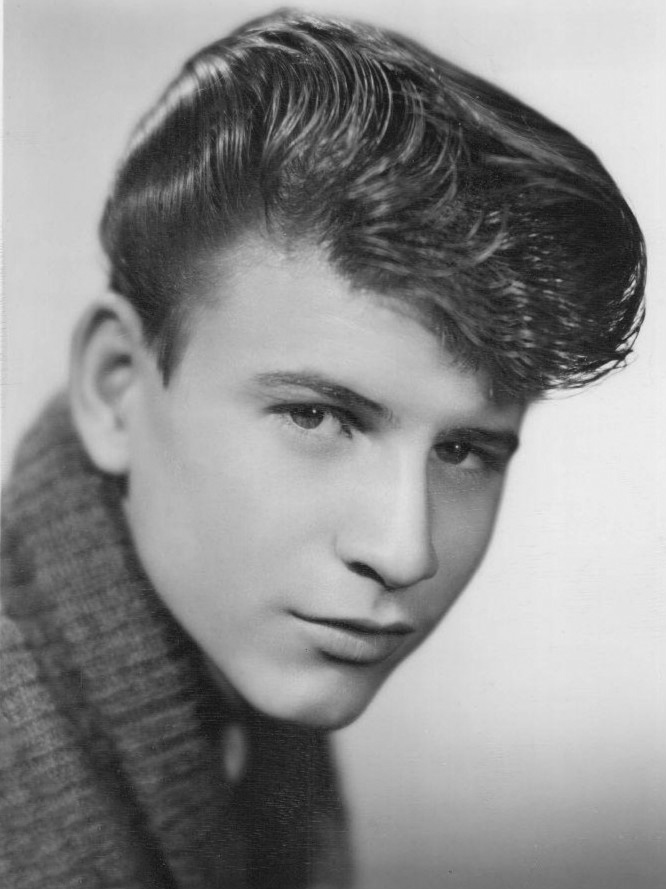
보비 라이델(1960년)

보비 라이델(영어: Bobby Rydell, 1942년 4월 26일~2022년 4월 5일)은 미국의 가수이다. 필라델피아에서 태어났다. 소년시절부터 노래를 불렀으며, 1957년에는 프랭키 데이로부터 인정을 받고 스타의 길에 들어섰다. 1960년에 큰 인기를 얻은 《볼라레》를 비롯하여 《스윙인 스쿨》 등의 밀리언 셀러를 냈다. 또한, 기타, 드럼을 흉내내는 솜씨도 놀라울 정도였다. 1963년작 영화 《바이 바이 버디》에서도 호평을받았다.

## 참고 문헌
- 이 문서에는 다음커뮤니케이션(현 카카오)에서 GFDL 또는 CC-SA 라이선스로 배포한 글로벌 세계대백과사전의 내용을 기초로 작성된 글이 포함되어 있습니다.